# Drempelwaarde (psychologie)
De drempelwaarde is in de psychologie de laagst mogelijke hoeveelheid of intensiteit waarop een stimulus nog waargenomen kan worden met een bepaald zintuig. 
Dit kan natuurlijk verschillen per individu. 

## Methoden om de drempelwaarde te bepalen

### De eerste methode
Dat men begint met een bepaalde intensiteit en dit steeds vermindert, totdat men niks meer waarneemt, bijvoorbeeld steeds minder suiker aan dezelfde hoeveelheid water toevoegen, totdat men niks meer proeft. 
Het nadeel van deze methode is, dat de proefpersonen op een gegeven moment beginnen te twijfelen en dan beginnen te gokken, neem ik nu wel iets waar, of niet?  Of als in het voorbeeld, proef ik nu iets, of beeld ik het mij in? 

### De tweede methode
Dat men afwisselend iets aanbiedt van verschillende intensiteiten of hoeveelheden, of dat men niks aanbiedt. 
Bijvoorbeeld men biedt een toon aan van 18.000 hertz en de proefpersoon moet dan aangeven of hij/zij deze toon heeft waargenomen of niet. 
Dan kan men bij een volgende beurt een toon aanbieden van 25.000 hertz hierbij moet de proefpersoon weer aangeven of die iets heeft waargenomen of niet. 
Bij deze methode zullen er ook beurten zijn, waarbij niks aangeboden wordt, om te zien wat de reactie van de proefpersoon is, dit is niet, omdat men dan de proefpersoon niet vertrouwt, maar om te kijken hoeveel de proefpersoon gokt, dit gissingspercentage wordt dan verwerkt in de eindscore, zodat men een nog nauwkeurigere drempelwaarde kan bepalen.